# Ompolymező
Ompolymező románul: Poiana Ampoiului, település Romániában, Erdélyben, Fehér megyében.

## Fekvése
Az Ompoly jobb partján, Metesdtől nyugatra fekvő település.

## Története
Ompolymező nevét 1733-ban említette először oklevél Pojana néven.
1805-ben, 1808-ban Pojána ~ Polyána, 1861-ben Poljána, 1913-ban Ompolymező néven írták.
A trianoni békeszerződés előtt Alsó-Fehér vármegye Magyarigeni járásához tartozott.
1910-ben 543 lakosából 10 magyar, 533 román volt. Ebből 535 görögkeleti ortodox, 7 izraelita volt.